# Metlapilcoatlus borealis
Metlapilcoatlus borealis — вид отруйних змій родини гадюкових (Viperidae). Описаний у 2021 році.

## Поширення
Ендемік Мексики. Поширений у горах Східна Сьєрра-Мадре у штатах Ідальго, Веракрус та Керетаро.